# هاريهارا الأول
هاريهارا الأول هو مؤسس إمبراطورية فيجاياناغارا حكم في الفترة من 1336 حتى 1356.